# Ronald McDonald
Ronald McDonald je fiktivní postava klauna a maskot řetězce rychlého občerstvení McDonald's. Spolu se svými přáteli (dalšími fiktivními postavami) je obyvatelem fiktivního světa McDonaldlandu. Kromě toho je maskotem Domů Ronalda McDonalda, ve kterých mohou nemocné děti pobývat se svými rodiči.
Postava Ronalda McDonalda se poprvé objevila v roce 1963 jako součást televizní marketingové kampaně společnosti McDonald's. Vytvořena byla marketingovou agenturou Oscara Goldsteina, který vlastnil franšízu ve Washington, D.C. a hrána hercem Willardem Scottem. V roli Ronalda McDonalda se poté vystřídala celá řada herců jako Michael Polakovs, Ray Rayner, King Moody nebo Squire Fridell.
Postava Ronalda McDonalda se v průběhu let stala kulturním fenoménem, objevila se v různých filmech nebo ve videohře Donald Land. Od roku 2016 ji společnost McDonald's nevyužívá tak často jako dříve, a to zejména z důvodu fenoménu tzv. zlých klaunů, který se v průběhu 10. let 21. století zpopularizoval.